# Dopravna
Dopravna je místo na dráze, které slouží k řízení jízdy vlaků a posunu mezi dopravnami.
Dopravny jsou buď s kolejovým rozvětvením nebo bez kolejového rozvětvení.
Zastávky, nákladiště a kolejové spojky na širé trati (nejsou-li používány jako odbočky) se za dopravny nepovažují.

## Typy dopraven
Rozlišují se dopravny:
- s kolejovým rozvětvením: mezi ně patří železniční stanice, výhybny a odbočky; též neobsazené dopravny D3 na tratích se zjednodušeným řízením provozu a dopravny RB na tratích vybavených radioblokem.
- bez kolejového rozvětvení: např. hlásky a hradla obsazená obsluhou, ale také neobsazená oddílová návěstidla automatického hradla nebo automatického bloku, která jsou zapojena do traťového zabezpečovacího zařízení a dopravna Portál.

Typy dopraven definuje Dopravní a návěstní předpis D1 vydávaný Správou železnic. Termín není nijak vázán na osobní nebo nákladní dopravu, ale výlučně na systém řízení jízdy vlaků.
Zvláštní kategorii tvoří tzv. dopravny D3 na tratích se zjednodušeným řízením provozu (v ČR jde především o tratě provozované Správou železnic, řízené podle předpisu SŽ D3), ve kterých má strojvedoucí povinnost sám se ohlásit dirigujícímu dispečerovi, vyžádat si svolení k další jízdě a vlaková četa případně přebírá povinnosti výhybkáře. 